# Eau morte (hydrologie)
Pour les articles homonymes, voir Eau morte.
L’eau morte est un phénomène marin où l'avancée d'une embarcation est gênée (perte de vitesse) par le frottement causé par une couche d'eau douce située au-dessus d'une couche d'eau salée plus lourde. Deux phénomènes ondulatoires se superposent, l'onde Ekman et l'onde Nansen, ce qui crée une sorte de tapis roulant bosselé autour du navire, qui le ralentit ou l'empêche d'avancer. Plus l'espace dans lequel se trouve le bateau est étroit, plus l'effet est fort,. L'eau douce est souvent issue de glaces, ce qui explique que ce phénomène se produise dans les milieux polaires (banquise) ou particulier (fjord).

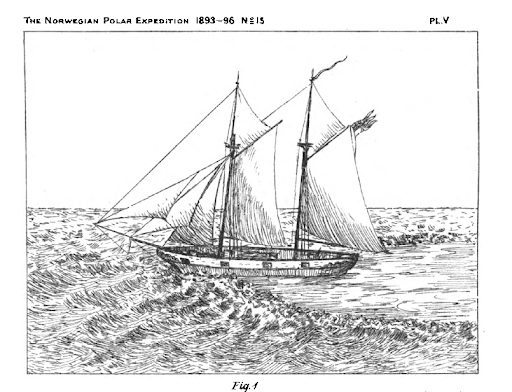

Fridtjof Nansen est le premier à décrire ce phénomène en 1893 lors d'une de ses expéditions vers l'archipel Nordenskiöld. Rétrospectivement, le Centre national de la recherche scientifique a émis l'hypothèse que sa première mention involontaire serait les descriptions de la Bataille d'Actium en -31 av. J.-C., qui a eu lieu dans le Golfe Ambracique (au large de la ville d'Actium) qui possède des caractéristiques similaires aux fjords, ce qui pourrait expliquer le désavantage des gros navires de Cléopâtre VII face à ceux beaucoup plus légers d'Octave.  

## Historique
Le phénomène des eaux mortes, connu depuis des siècles par les pécheurs d’Europe du Nord, a été décrit pour la première fois dans la littérature par Fridjof Nansen, qui remarqua que lors d’un voyage en Norvège, la vitesse de son bateau variait significativement dans le temps, indépendamment des conditions de navigation, et ce, quel que soit la direction du bateau. Il baptisa ce phénomène : eaux mortes. Puis, l’océanographe suédois Vagn Walfrid Ekman s’y intéressa et publia ses travaux sur le sujet en 1904.

## Mise en place du phénomène
Ekman remarqua que la force de traînée (ou résistance) était plus forte lors du passage d’un bateau sur un fluide stratifié que sur un fluide homogène, ce qui expliquerait le ralentissement excessif du bateau dans le régime des eaux mortes. Cette force de traînée, particulièrement élevée et variable, est due à la présence d’ondes internes engendrées par le passage du bateau. En avançant, celui-ci perturbe l’interface entre les deux couches : à l’avant, il pousse une masse de fluide et crée une onde solitaire, et à l’arrière, l’écoulement du fluide sous le bateau engendre une dépression qui élève l’interface et se développe en train d’ondes. Ces ondes interfaciales transverses ont la particularité d’être régies par des équations non linéaires, leurs vitesses augmentant alors avec leurs amplitudes. L’énergie cinétique du bateau est transférée en grande partie à l’onde interne, ce qui a pour effet de le freiner sans qu’aucune perturbation ne soit visible depuis la surface. Ainsi, l’onde « rattrape » le bateau et vient se briser sur celui-ci. La disparition de l’onde permet au bateau de reprendre de la vitesse et le phénomène se répète. Par ailleurs, pour que le ralentissement du navire se produise, il est nécessaire que la vitesse de phase des ondes soit supérieure ou égale à celle du bateau (nombre de Froude). Dans le cas contraire, on retrouve le cas du fluide homogène et le bateau poursuit sa route sans encombre. 

## Expérimentations
Il est possible de reproduire le phénomène d'eaux mortes au laboratoire, en s’appuyant par exemple sur les travaux d’Ekman. En effet, on peut observer  le phénomène dans une cuve, et faire varier différents paramètres comme la force de traction du navire, la densité des fluides et la masse du bateau, afin de vérifier la cohérence des observations avec les lois théoriques de déplacement du bateau. La réalisation de l’expérience présente plusieurs difficultés, telle que la mise en place dans un cuve suffisamment longue (deux mètres de longueur) de deux couches d’eau distinctes de densité différente ; la création d’un système permettant la traction à force puis éventuellement à vitesse constante ; la mesure suffisamment précise de l’amplitude et de la vitesse des ondes crée. 

## Enjeux économiques
L'océan arctique est un enjeu important des décennies à venir parce qu'il est une cible privilégiée du réchauffement climatique et parce que la fonte de la banquise ouvre la voie à de nouvelles routes commerciales permettant de relier beaucoup plus rapidement les États-Unis, la Russie, l'Europe et l'Asie. Le phénomène d'eaux mortes pourrait ainsi avoir un rôle prépondérant dans le commerce du futur. 